# 이권재 (정치인)

이권재(李權在, 1963년 6월 27일~)는 대한민국의 정치인이다. 제13대 오산시장이다.

## 학력
- 고야국민학교 졸업
- 진도지산중학교 졸업
- 목포홍일고등학교 졸업
- 강남대학교 사회복지학 학사
- 연세대학교 대학원 행정학 석사

## 경력
- 제18대 오산중앙로타리클럽 회장
- 오산시 초중고 학교운영위원회협의회 회장
- 오산발전포럼 의장
- 국민의힘 경기도당 도시발전위원장
- 국민의힘 경기도당 오산시 당협위원회 위원장
- 국민의힘 윤석열 후보 경기선거대책위원회 공동선거대책위원장
- 제20대 대선 선거대책 조직본부 조직통합단 인재영입위원회 수석 부위원장 및 오산시 위원장
- 국민의힘 윤석열 후보 경기국민후원 수석 부회장
- 2022년 제13대 민선 8기 경기도 오산시장
- 2024년 경기도시장군수협의회 전반기 감사
- 2025년 2월~: 경기도시장군수협의회 후반기 부회장(남부)

## 역대 선거 결과
|  | 34.49% |

|  | 34.61% |

|  | 21.37% |

|  | 49.59% |

| 전임 곽상욱 | 제13대 경기도 오산시장 2022년 7월 1일~ |  |